# Episodi di Survivors (prima stagione)
La prima stagione della serie televisiva Survivors è stata trasmessa nel Regno Unito dal 23 novembre al 23 dicembre 2008 sul canale BBC.
In Italia la stagione è trasmessa in chiaro su Rai 3 dal 3 settembre 2009. Il primo episodio ha la durata di 90 minuti ed è l'unico episodio trasmesso in prima serata sulla rete. Gli episodi rimanenti sono stati spostati alle 22.40. A causa dei bassi ascolti la serie in Italia è stata sospesa dopo la messa in onda del terzo episodio. Dal 24 maggio 2010 Rai 3 ha trasmesso le repliche dei primi tre episodi della serie alle 23.15. Il 21 e il 28 giugno 2010 ha trasmesso gli episodi inediti.
Nel 2013 Rai 4 ha trasmesso le intere due stagioni.
| nº | Titolo originale | Titolo italiano | Prima TV UK      | Prima TV Italia   |
| -- | ---------------- | --------------- | ---------------- | ----------------- |
| 1  | Episode 1        | Episodio 1      | 23 novembre 2008 | 3 settembre 2009  |
| 2  | Episode 2        | Episodio 2      | 25 novembre 2008 | 10 settembre 2009 |
| 3  | Episode 3        | Episodio 3      | 2 dicembre 2008  | 24 settembre 2009 |
| 4  | Episode 4        | Episodio 4      | 9 dicembre 2008  | 21 giugno 2010    |
| 5  | Episode 5        | Episodio 5      | 16 dicembre 2008 | 28 giugno 2010    |
| 6  | Episode 6        | Episodio 6      | 23 dicembre 2008 | 28 giugno 2010    |